# Pseudanthias pleurotaenia
Pseudanthias pleurotaenia, conocido vulgarmente cómo pez marrano, es una especie marina de peces con aletas radiadas perteneciente a la familia Serranidae. Esta especie de Pseudanthias es un pez de arrecife del Océano Pacífico.

## Morfología
Los machos son de color rosa oscuro y naranja con una gran mancha cuadrilátera púrpura en el flanco, una punta roja en el margen posterior de la aleta dorsal, los lóbulos de la aleta caudal tienen puntas malvas y hay una franja rojiza que va desde el hocico hasta el ojo y a través de la base de la aleta pectoral hasta la base de la cola. Las hembras y los jóvenes son de color amarillento con bordes anaranjados en sus escamas y tienen dos rayas moradas que se extienden desde el ojo a lo largo de los flancos inferiores hasta la base de la cola.
En acuarios, los machos pueden llegar a crecer hasta los 20 cm de longitud.

## Hábitat
Es un pez  de mar de clima tropical y se encuentra alrededor de los arrecifes de coral a profundidades entre 10 a 180 metros.
Su hábitat se extiende desde Indonesia en el este hasta Samoa en el oeste, y desde las islas Ryukyu al norte hasta Rowley Shoals y Nueva Caledonia al sur, así como en toda Micronesia.

## Reproducción
Al igual que con muchos peces de arrecife, es un hermafrodita secuencial , que comienza la vida como una hembra y pasa al macho en respuesta a factores ambientales y sociales. Los machos y las hembras normalmente se producen agregaciones sexualmente separadas en las cercanías de los lugares donde hay fuertes corrientes, mientras que los juveniles solitarios permanecen cerca del refugio. Se conocen agregaciones sexuales mixtas.